# خون نارنجی
خون نارنجی (انگلیسی: Orange Blood) پنجمین آلبوم چندآهنگه (ئی‌پی) گروه پسرانه کره‌ای انهایپن است. این ئی‌پی در ۱۷ نوامبر ۲۰۲۳ توسط بیلیفت لب با تک‌آهنگ آغازین «زهر شیرین» منتشر شد.

## عملکرد تجاری
خون نارنجی در جدول هانتو در کره جنوبی، بیش از ۱٫۳۸ میلیون کپی تنها در نخستین روز فروخت که بیشتر از فروش آلبوم چندآهنگهٔ قبلی بود.

## جدول‌ها
| جدول (۲۰۲۳)                                   | بهترین جایگاه |
| --------------------------------------------- | ------------- |
| آلبوم‌های اتریشی (آلبوم‌های او۳)                | ۱۵            |
| آلبوم‌های بلژیکی (اولتراتاپ فلاندرز)           | ۲۲            |
| آلبوم‌های بلژیکی (اولتراتاپ والونیا)           | ۳             |
| آلبوم‌های آلمانی (۱۰۰ آلبوم برتر رسمی)         | ۱۷            |
| آلبوم‌های مجارستانی (ماهاز)                    | ۱۶            |
| آلبوم‌های ایتالیایی (اف‌آی‌ام‌آی)                 | ۶۸            |
| آلبوم‌های ژاپنی (اوریکون)                      | ۱             |
| آلبوم‌های ترکیبی ژاپنی (اوریکون)               | ۱             |
| آلبوم‌های داغ ژاپنی (بیلبورد ژاپن)             | ۱             |
| آلبوم‌های لهستانی (ZPAV)                       | ۹۶            |
| آلبوم‌های کره جنوبی (گائون)                    | ۱             |
| آلبوم‌های اسپانیایی (پروموزیکای)               | ۶۲            |
| آلبوم‌های فیزیکی سوئدی (فهرست برترین‌های سوئد)  | ۸             |
| آلبوم‌های سوئیسی (جدول موسیقی سوئیس)           | ۱۵            |
| آلبوم‌های دیجیتال بریتانیا (شرکت جدول‌های رسمی) | ۲۶            |
| بیلبورد ۲۰۰ ایالات متحده                      | ۴             |
| آلبوم‌های موسیقی ملل ایالات متحده (بیلبورد)    | ۱             |

| جدول (۲۰۲۳)                | جایگاه |
| -------------------------- | ------ |
| آلبوم‌های ژاپنی (اوریکون)   | ۲      |
| آلبوم‌های کره جنوبی (گائون) | ۴      |

| جدول (۲۰۲۳)                       | جایگاه |
| --------------------------------- | ------ |
| آلبوم‌های ژاپنی (اوریکون)          | ۲۴     |
| آلبوم‌های داغ ژاپنی (بیلبورد ژاپن) | ۳۲     |
| آلبوم‌های کره جنوبی (گائون)        | ۱۳     |

## گواهی‌نامه‌ها و فروش‌ها
| منطقه                                    | گواهی    | واحد گواهی‌شده/فروش |
| ---------------------------------------- | -------- | ------------------ |
| ژاپن (آرآی‌ای‌جی)                          | طلا      | ۱۰۰٬۰۰۰^           |
| کره جنوبی (گائون)                        | Million  | ۱٬۰۰۰٬۰۰۰^         |
| کره جنوبی (گائون) Weverse Albums version | Platinum | ۲۵۰٬۰۰۰^           |
| ^ رقم توزیع تنها بر پایهٔ گواهی‌ها.        |          |                    |